# International Journal of Morphology
Das International Journal of Morphology, abgekürzt Int. J. Morphol., ist eine wissenschaftliche Fachzeitschrift, die von der Chilenischen Anatomischen Gesellschaft veröffentlicht wird. Zwischen 1997 und 2002 erschien die Zeitschrift unter dem Namen Revista Chilena de Anatomía, im Jahr 2003 wurde der Name in International Journal of Morphology geändert. Sie erscheint derzeit mit vier Ausgaben im Jahr. Es werden Arbeiten veröffentlicht, die sich mit morphologischen Fragestellungen der evolutionären, molekularen und zellulären Biologie sowie der Anwendung in der medizinischen Praxis beschäftigen.
Der Impact Factor lag im Jahr 2014 bei 0,318. Nach der Statistik des ISI Web of Knowledge wird das Journal mit diesem Impact Factor in der Kategorie Anatomie und Morphologie an 20. Stelle von 20 Zeitschriften geführt.